# 岡村仁美
岡村 仁美（おかむら ひとみ、1982年8月30日 - ）は、TBSテレビの社員、元アナウンサー。

## 来歴
神奈川県横浜市出身。神奈川県立横浜翠嵐高等学校、東京大学教養学部生命・認知科学科卒業後、2005年入社。同期は新井麻希（2010年10月31日退社後、フリー転身）、青木裕子（2012年12月31日退社後、フリー転身）。2010年7月から経営企画室兼務。2014年、学生時代の友人と結婚。2015年4月からは報道局社会部記者兼務、2018年10月よりスタジオニュース業務を再開している。
2019年暮れに双子の女子（姉妹）を出産した。2022年3月より職務復帰したが、兼務していた報道局記者に専念する為、同年7月1日でアナウンサー業から離任し報道局専属となった。

## 人物・エピソード
- 英検準一級、2級小型船舶免許、普通自動車免許を取得。
- タレントの岡村麻純は妹であり、他に弟がいる。
- 五月祭で新入生ミス東大に選ばれる。
- 卒論のテーマは、「トマト（GCR267）の抵抗性遺伝子Tm-2^2の機能解析」。

## 過去の出演番組

### テレビ
レギュラー番組
- はなまるマーケット（2006年3月 - 2007年9月）
- アスリート応援TV! ニッポン!チャ×3!（2006年4月 - 8月）
- みのもんたの朝ズバッ!（2006年10月 - 2009年9月25日）
- チャンネル☆ロック!（2007年4月21日 - 2008年9月20日）
- 復活の日
- ひるおび!（2009年3月30日 - 7月14日）
- クチコミ（ナレーション担当）
- 総力報道!THE NEWS（2009年9月28日 - 2010年3月26日)
- JNNフラッシュニュース（2010年度は水・木曜日担当）
- 報道特集NEXT→報道特集[3]（2008年4月5日 - 2012年9月29日、スポーツコーナー担当[4] / 2012年10月6日 - 2014年9月20日、ニュースキャスター）
- 男のヘンサーチ!!（スタジオ内の天の声、2011年10月 - 2012年9月）
- NEWS サンデー・スコープ（BS-TBS、2010年7月4日 - 2011年3月27日）
- JNNイブニング（TBSニュースバード）
- ニュースバード1600（TBSニュースバード、2010年4月1日 - 2011年3月31日、木曜日担当）
- TBSニュース主に月曜日担当
- ミッドナイトニュース（TBSニュースバード、隔週月曜日担当）
- NEWS21 サタデースコープ（BS-TBS、2011年4月2日 - 2013年3月30日）
- NEWS21 サンデースコープ経済版（BS-TBS、2011年4月3日 - 2013年3月31日）
- JNNニュース（2005年7月 - 2006年3月、週末の最終版 / 2014年7月 - 9月、日曜昼）
- 時事放談（2011年9月4日 - 2015年3月29日）
- 週刊BS-TBS報道部（BS-TBS、2013年4月 - 2015年3月）
- Nスタ日曜版（2018年10月7日 - 2019年5月26日）
- フラッシュニュース（水曜 22時前）
- TBS NEWS（CS 木曜）

スポット出演
- 超地球ミステリー（2006年1月20日）
- うたばん（2006年4月27日・5月25日）
- デジ屋台（2006年6月4日）
- ズバリ言うわよ! 炎の4時間メッタ斬りSP（2006年10月3日）
- 最強の男は誰だ!壮絶筋肉バトル!!スポーツマンNo.1決定戦XXXIII（2006年10月4日）
- 山田太郎ものがたり
- がっちりマンデー!!
- 全日本実業団対抗駅伝競走大会（ニューイヤー駅伝。2007年1月1日）
- 2時っチャオ!
- 全種類。（不定期。最終回のMCを務める）
- 金曜ドラマ・SPEC〜警視庁公安部公安第五課 未詳事件特別対策係事件簿〜 第1・2・3話（2010年10月8日・15日・22日）
- Nスタ
  - 2011年8月27日（『世界陸上2011韓国テグ』中継に伴う特別編成により『報道特集』の代替番組として放送）
  - 2014年2月9日（長峰由紀不在時の代行）
- 乱!総選挙2012ニッポンのよあけ（総合司会、2012年12月17日）

### ラジオ
- GAKU-Shock（日曜、2006年1月16日 - 2009年3月29日）
- エキサイトスタジアム（2006年10月 - 2007年3月）
- エキサイトベースボールマネージャーズ（2007年10月 - 2009年3月）
- 小島慶子 キラ☆キラ（2010年3月18日・2011年12月27日、小島慶子欠席時の代理パーソナリティ）
- 安住紳一郎の日曜天国（2010年7月18日 - 2011年10月2日、「さばいてにち10」担当。もともとは外山惠理が『爆笑問題の日曜サンデー』に出演するときの代役として登場し、以降『プレシャスサンデー』に転出するまでの間月1〜2回ペース[5]）
- 夢★夢Engine!（2011年4月9日 - 2012年9月29日）
- 岡村仁美プレシャスサンデー（2011年10月9日 - 2012年9月30日）
- TBSラジオ エキサイトベースボールおよびエキサイトベースボールジョッキー（2010年4月6日 - 2012年9月 、主に木曜日担当。2010年度は水・金曜日担当）

### CS
- 岡村仁美の日本全国ラーメン選手権 〜久留米編〜（TBSチャンネル）
- Beach Angels 〜岡村麻純 in モルディブ〜（TBSチャンネル）